# Orbey
Orbey là một xã trong tỉnh Haut-Rhin, thuộc vùng Grand Est của nước Pháp, có dân số là 3.548 người (thời điểm 1999). Trong Orbey có tu viện Jean Babtiste de Unterlinden.

## Thông tin nhân khẩu
| 1962  | 1968  | 1975  | 1982  | 1990  | 1999  |
| ----- | ----- | ----- | ----- | ----- | ----- |
| 3.160 | 3.236 | 3.369 | 3.114 | 1.382 | 3.548 |